# Katerinka
Katerinka (en ucraniano: Катеринка, romanizado: Katerynka) es un pueblo ucraniano perteneciente al óblast de Mikolaiv. Situado en el sur del país, forma parte del raión de Pervomaisk y del municipio (hromada) de Kamiani Mist.  

## Toponimia
El nombre de la ciudad en ruso también es Katerinka (en ruso: Катеринка).

## Geografía
El asentamiento está situado a orillas del río Kodima, un afluente derecho del Bug Meridional, 2,5 km al norte de Kamiani Mist, 20 km al suroeste de Pervomaisk y 160 km al noroeste de Mikolaiv. 

## Historia
El pueblo fue mencionado por escrito por primera vez en 1500, aunque se fundó oficialmente en 1794. En 1794, el coronel Mijaíl Shtrikov se convirtió en propietario de las tierras, repobladas con campesinos de la gobernación de Chernígov. Después de la abolición de la servidumbre, Katerinka fue asignada al vólost de Kamiani Mist del uyezd de Anániv de la gobernación de Jersón.
En el Holodomor (1932-1933), al menos 360 aldeanos murieron. 
Durante la Segunda Guerra Mundial, Katerinka fue ocupada por tropas germano-rumanas como parte de la gobernación de Transnistria el 16 de agosto de 1941, siendo recuperado por el Ejército Rojo el 21 de marzo de 1944. Después de la liberación del pueblo, comenzó la reconstrucción, principalmente de las granjas colectivas. Durante los años de ocupación, toda la maquinaria agrícola, casi todas las vacas y las abejas, fueron exportadas a Rumania.

## Demografía
La evolución de la población de Katerinka entre 1989 y 2001 fue la siguiente:
| 997                                                           | 967 |
| (Fuente: Cities & Towns of Ukraine y UKRAINE: Größere Städte) |     |

Según el censo de 2001, la lengua materna de la mayoría de los habitantes, el 94,62%, es el ucraniano; del 4,55% es el ruso.

## Personas destacadas
- Abram Abramóvich (1909-1937): tanquista soviético ucraniano que participó en la guerra civil española.